# 뉴스크라이브
뉴스크라이브(Newscribe)는 글로벌링크가 운영하는 대한민국의 인터넷 컨텐츠 뉴스 사이트로, 2023년 4월에 서비스를 시작하였다.

## 개요
뉴스크라이브는 '세상의 이야기와 목소리를 하나로 연결한다'는 설명을 가지고 있다. 또한, 컨텐츠에 대해 다양한 관점에서 정보를 제공함으로써 보다 객관적인 시선으로 바라볼 수 있도록 구성한다. 한쪽 의견만을 강요하거나 편파적이지 않은 상태를 지향한다.